# Tandubas
Tandubas è una municipalità di terza classe delle Filippine, situata nella Provincia di Tawi-Tawi, nella Regione Autonoma nel Mindanao Musulmano.
Tandubas è formata da 20 baranggay:
- Baliungan
- Ballak
- Butun
- Himbah
- Kakoong
- Kalang-kalang
- Kepeng
- Lahay-lahay
- Naungan
- Salamat
- Sallangan
- Sapa
- Sibakloon
- Silantup
- Tandubato
- Tangngah (Tangngah Ungus Matata)
- Tapian
- Tapian Sukah
- Taruk
- Tongbangkaw